# Iglesia de San Pedro ad Víncula (Mendeja)
La iglesia de San Pedro ad Víncula (San Pedro encadenado) es un templo parroquial sencillo, con estilos que cabalgan entre el gótico y el barroco de los siglos XVI y XVIII, sito en el municipio de Mendeja, (Vizcaya, País Vasco, España).
La parroquia fue fundada en 1545, tras duras pugnas con el Cabildo y el Concejo de Lequeitio, y está situada en el barrio de Zelaia.

## Exterior
La fachada consta de un pórtico cerrado que da acceso al interior de la iglesia con un arco ligeramente apuntado, resto probable de su origen gótico.
Sobre el pórtico se alza una pared apuntada que es campanario y fachada.

## Interior
Entre 1652 y 1661 se construyó un retablo mayor por Santiago de Goicoechea y Lariz-Barrenechea, siendo el pintor y dorador Miguel de Brevilla a un coste total de 700 ducados, en pagos que se suceden año tras año poniendo de relieve las dificultades que atravesó la iglesia para costearlo. Retablo hoy desaparecido.
Talla de Santa María, escultura románica del siglo XVIII.